# Taenerema
Taenerema là một chi bướm đêm thuộc họ Noctuidae.

## Loài
- Taenerema hoenei Draudt, 1950